# Maxx Coleman
Maxx Coleman (* 1989) ist ein professioneller US-amerikanischer Pokerspieler. Er ist zweifacher Braceletgewinner der World Series of Poker.

## Pokerkarriere

### Werdegang
Coleman spielte von Dezember 2007 bis zum sogenannten „Black Friday“ am 15. April 2011 online auf der Plattform PokerStars als MCLegend sowie bei Full Tilt Poker unter dem Nickname mc4chess. In diesem Zeitraum erspielte er sich mit Turnierpoker mehr als 750.000 US-Dollar, wobei er sein höchstes Preisgeld von über 125.000 US-Dollar Anfang Februar 2009 für einen Deal der letzten drei Spieler bei der Sunday Million auf PokerStars erhielt.
Ende Juni 2009 erzielte Coleman in Verona im US-Bundesstaat New York seine erste Geldplatzierung bei einem Live-Pokerturnier, die für knapp drei Jahre auch seine einzige blieb. Im Juni 2013 war er erstmals bei der World Series of Poker (WSOP) im Rio All-Suite Hotel and Casino in Paradise am Las Vegas Strip erfolgreich und kam bei zwei Turnieren der Variante No Limit Hold’em in die Geldränge. Dabei erreichte der Amerikaner im Main Event der Turnierserie den siebten Turniertag und schied dort auf dem mit rund 285.000 US-Dollar dotierten 21. Platz aus. Bei der WSOP 2014 kam er dreimal in die Geldränge, bei der WSOP 2015 erreichte er viermal die bezahlten Plätze. Im September 2015 gewann Coleman in Thackerville das Main Event der River Poker Series und damit sein erstes Live-Turnier überhaupt. Dafür erhielt er den Hauptpreis von 750.000 US-Dollar, die bislang höchste Auszahlung seiner Pokerkarriere. Auch 2017 erreichte er bei diesem Turnier den Finaltisch und sicherte sich als Siebter rund 65.000 US-Dollar. Beim WSOP-Circuit in Durant, Oklahoma, entschied der Amerikaner im November 2017 ein Event in Pot Limit Omaha für sich und wurde mit einem goldenen Circuitring sowie mehr als 40.000 US-Dollar prämiert. Bei der WSOP 2018 und 2019 erzielte er jeweils drei Geldplatzierungen. Im Juni 2021 erreichte er drei Finaltische bei den US Poker Open im Aria Resort & Casino am Las Vegas Strip und sicherte sich Preisgelder von über 230.000 US-Dollar. An gleicher Stelle gewann Coleman Mitte September 2021 das in der gemischten Variante 8-Game gespielte sechste Turnier der Poker Masters mit einer Siegprämie von 120.000 US-Dollar. Bei der WSOP 2021 saß er am Finaltisch des 25.000 US-Dollar teuren Pot-Limit Omaha High Roller und beendete das Turnier auf dem mit rund 380.000 US-Dollar bezahlten vierten Rang. Bei der WSOP 2022 setzte sich der Amerikaner bei einem Turnier in No Limit 2-7 Lowball Draw durch und erhielt ein Bracelet sowie knapp 130.000 US-Dollar. Im Oktober 2022 gewann er unter seinem Nickname mc4chess auf WSOP.com auch ein Event der World Series of Poker Online und sicherte sich knapp 50.000 US-Dollar sowie sein zweites Bracelet. Bei den PGT Mixed Games II im Aria Resort & Casino entschied Coleman Mitte Oktober 2023 die 10-Game Championship für sich, deren Hauptpreis nach einem Deal bei knapp 250.000 US-Dollar lag.
Insgesamt hat sich Coleman mit Poker bei Live-Turnieren knapp 4 Millionen US-Dollar erspielt.

### Braceletübersicht
Coleman kam bei der WSOP 66-mal ins Geld und gewann zwei Bracelets:
| Jahr   | Buy-in (in $) | Turnier                           | Teilnehmer | Preisgeld (in $) |
| ------ | ------------- | --------------------------------- | ---------- | ---------------- |
| 2022 O | 1500          | No-Limit 2-7 Lowball Draw         | 437        | 127.809          |
| 2022 O | 0600          | WSOP.com – No-Limit Hold’em 6-Max | 448        | 046.666          |